# آگنس بانکس (نیو ساوت ولز)
آگنس بانکس (به انگلیسی: Agnes Banks) یک حومه شهر در استرالیا است که در نیو ساوت ولز واقع شده‌است.